# Ruine Dorneck
Das Schloss Dorneck ist die Ruine einer mittelalterlichen Befestigung (Höhenburg) in der Nähe von Dornach im Kanton Solothurn in der Schweiz.

## Lage
Die Ruine befindet sich im solothurnischen Dornach im Nordwesten der Schweiz. Sie steht bei 490 m ü. M. auf einer grossen Felsrippe östlich des Dorfes Dornach, zwischen dem Talboden der Birs und dem Hang des Gempenplateaus. Durch die Wahl dieses Standortes mit seinen steilen Hängen, ist der Zugang von Osten, Süden und Westen erschwert: Entsprechend erfolgte und erfolgt der Zutritt zur Anlage nur von Norden her und zwar aus der Richtung des Schlosshofes.
Für Wanderer ist die grosse und weitherum sichtbare Festung aus allen Himmelsrichtungen über gut ausgebaute und beschilderte Wanderwege einfach zu erreichen. Die Anfahrt kann aus dem Zentrum des Dorfes Dornach (Wegweiser) erfolgen und ist mit Personenwagen ohne weiteres möglich. Zugleich mit der Burg kann auch der Schlosshof (heute ein Restaurant), das Wirtschaftsgut der Festung Dorneck, das als Teil der Anlage entstand, besucht werden. Sowohl von der Ruine als auch vom Schlosshof aus besteht eine Aussicht über die Region.

## Anlage
Im Norden der Anlage wurde ein Platz ausgeebnet, auf dem wohl Oekonomiegebäude standen. Es kann auch angenommen werden, dass mit der Einebnung dieses Platzes Baumaterial für die Errichtung der Festung gewonnen wurde. Die Burganlage selbst ist rund 100 Meter lang und 50 Meter breit, was für diese Region als sehr gross gelten kann.

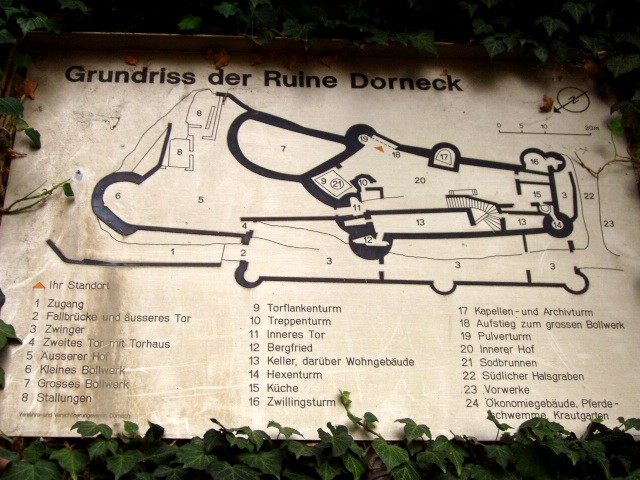
Grundriss der Ruine
Kupferstich der Burg von David Herrliberger, um 1755
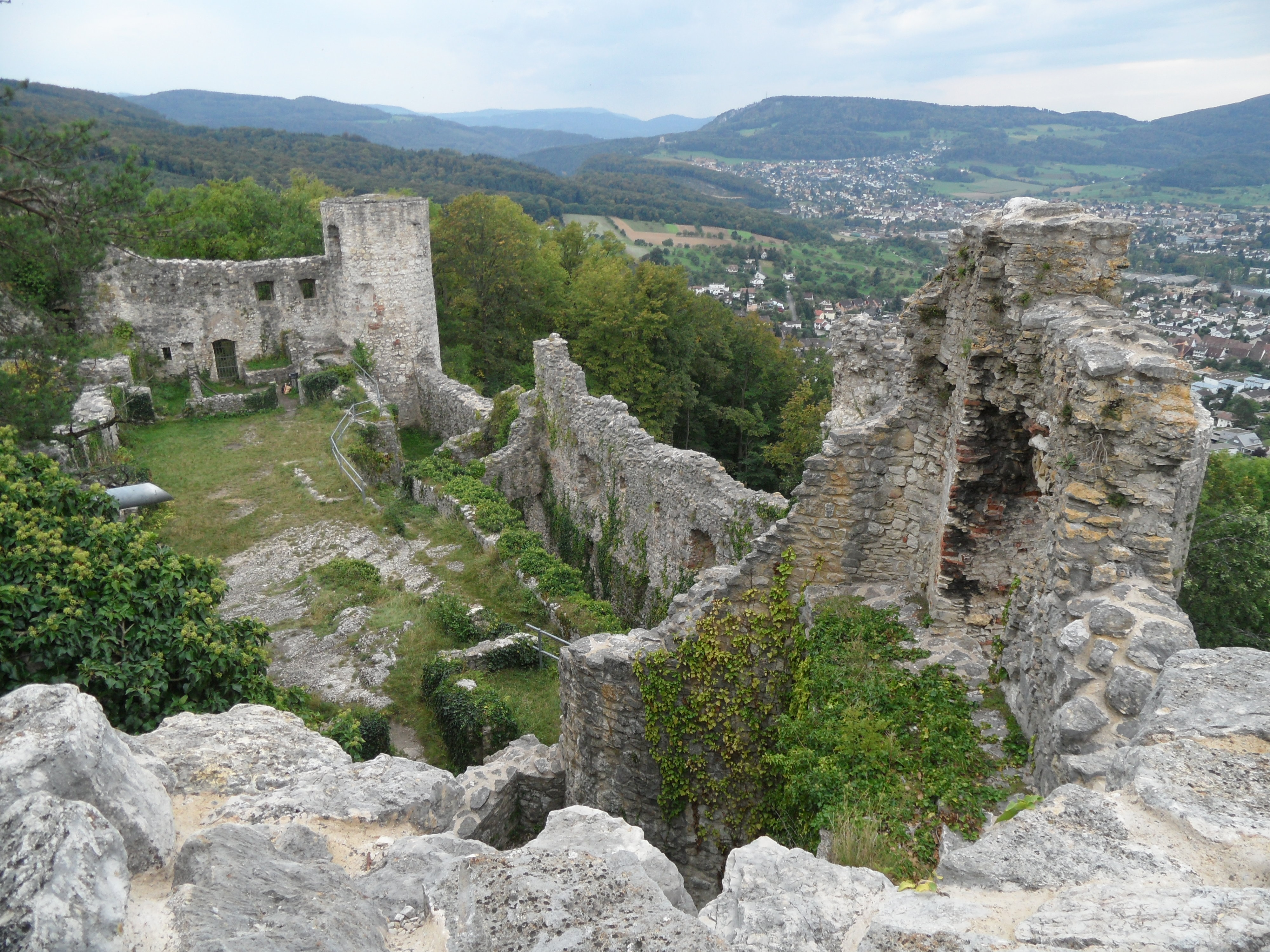
Blick vom Bergfried auf die Ruinenreste
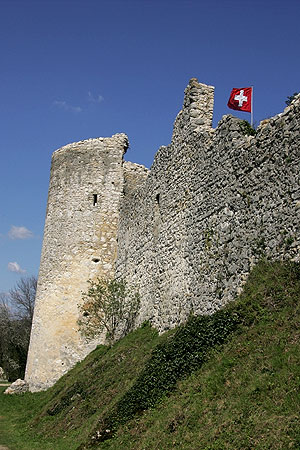
Die Schildmauerseite der Burg

Der Zugang zur Burg erfolgt über das äussere Tor (2, siehe Grundriss) und den davor liegenden, in den Fels geschlagenen Torgraben mit Fallbrücke. Damit ist aber erst die Zwingeranlage erreicht, von der aus durch das zweite Tor (4) mit Torhaus der äussere Hof (5) der Vorburg erreicht werden konnte. An diesen äusseren Hof angegliedert ist das kleine Bollwerk (6) als Teil der Vorburg. Der Kern der Festung kann erst durch das innere Tor (11) erreicht werden. Die steinernen Kanonenkugeln, die heute das innere Tor schmücken, stammen aus dem Schutt der Festung. Darin sind um einen zentralen Hof (20) mehrere Gebäudeteile angeordnet: Wohngebäude (13), Küche (15), Kapelle (17) und diverse Türme. Die ganze Anlage wird vom grossen Bollwerk (7) dominiert. Dieses steht auf dem obersten Felszacken, ist massiv (ohne Räume) gebaut und war für grosse Geschütze vorgesehen. Heute ist das grosse Bollwerk aus dem zentralen Hof über eine Eisentreppe erreichbar und bietet einen herrlichen Ausblick.

## Geschichte

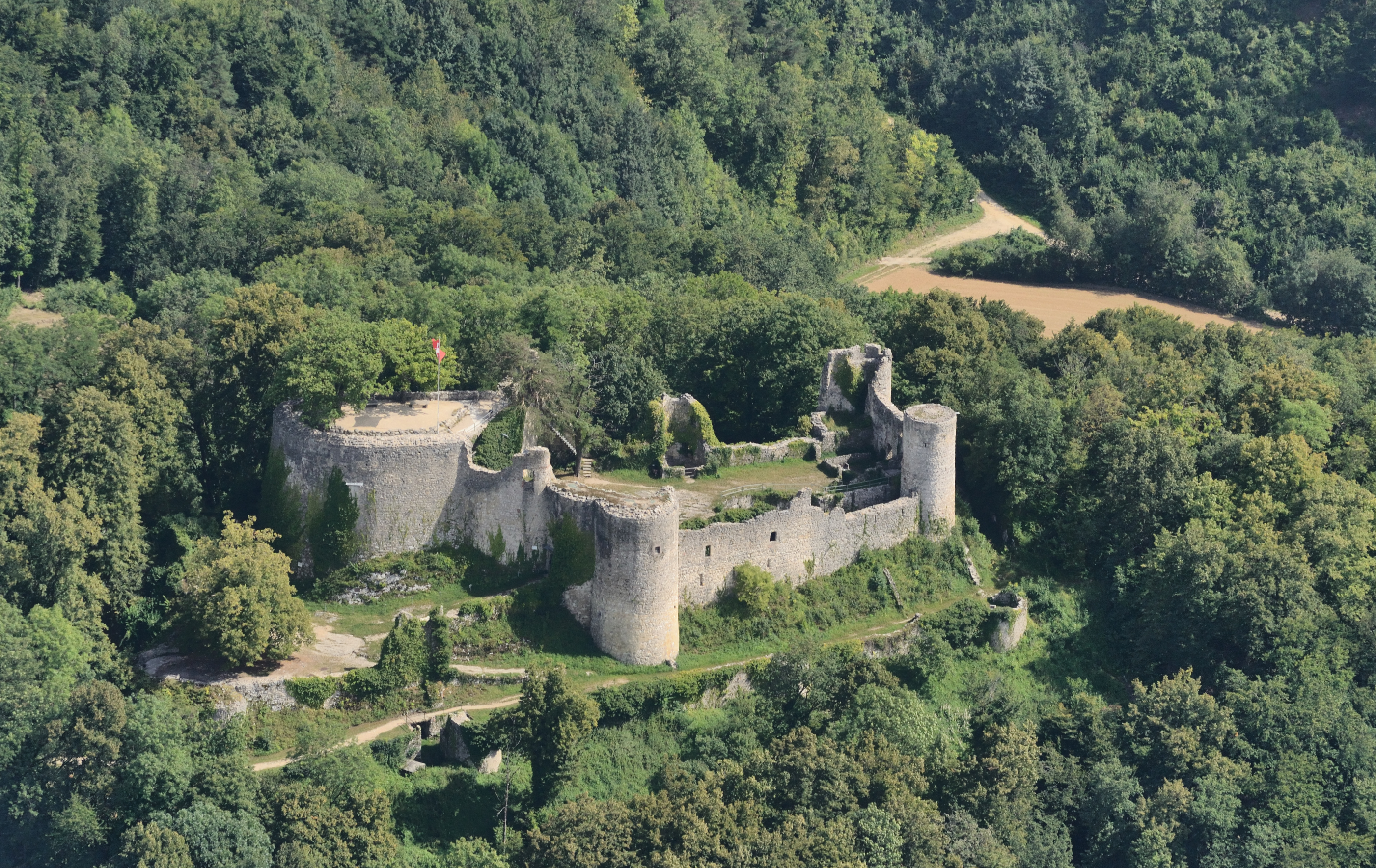
Luftansicht der Ruine

Zwar wird die Burg Dorneck erst ab Mitte des 14. Jahrhunderts schriftlich erwähnt, aber Bodenfunde zeigen auf, dass die Festung bereits ab etwa Mitte des 11. Jahrhunderts bestanden hat. Zu dieser Zeit gehörte diese Gegend den Freien von Pfeffingen, die damit vermutlich als Gründer der Burg gelten können. Die Festung ging danach über verwandtschaftliche Beziehungen an die Grafen von Saugern über und bereits um 1200 dann an die Grafen von Thierstein. Beim Basler Erdbeben 1356 wurde die Burg zwar beschädigt, aber dann rasch wieder instand gesetzt und sogar ausgebaut. 1360 wurde die Dorneck an Herzog Rudolf IV. von Habsburg verkauft. Die Thiersteiner erhielten die Festung von Rudolf aber sofort als Lehen wieder zurück: Dies war im damaligen Rechtssystem (Feudalsystem) ein üblicher Vorgang, um sich unter den Schutz eines mächtigeren Patrons zu stellen. Zur Burg gehörten das halbe Dorf Dornach und Gempen: Wie zu dieser Zeit üblich, gehörten die Bewohner von Dörfern und Land gleich mit zum Güterkomplex und wurden zusammen mit diesem gehandelt. Auch dieses Lehen wurde dann aber 1384 an Österreich verkauft, wobei aber das halbe Dorf Dornach noch thiersteinischer Besitz bleibt.
Nach der Niederlage in der Schlacht bei Sempach hatten die Habsburger eine gigantische Schuldenlast zu tragen und waren gezwungen, mehrere Güter zu verpfänden um ihre Finanzen zu sanieren. So  wurde das Schloss 1394 vom Basler Bürger Henmann von Efringen als Pfand genommen, wobei sich Österreich allerdings das Öffnungsrecht vorbehielt, um im Kriegsfalle die Festung nutzen zu können. 1462 übernahmen die Efringer dann auch das halbe Dorf Dornach. Auch diese Familie geriet im 15. Jahrhundert in finanzielle Schwierigkeiten, hatte familieninternen Streit und musste Dorneck an Konrad von Hallwyl verpfänden. Im Jahr 1485 kaufte die Stadt Solothurn -- deren Politik auf eine Expansion im Norden ausgelegt war -- die Burg. Die Festung war zu dem Zeitpunkt schon in einem schlechten Zustand, denn oft waren die Rechte (Steuern und Abgaben, Rechtsprechung etc.), die an die Burg -- auch als Ruine -- gebunden waren, für den Käufer interessanter, als das Bauwerk selbst. Trotzdem gelang es 1499 der Burgbesatzung mit Glück im Verlauf des Schwabenkrieges bei der Schlacht bei Dornach einen Angriff der kaiserlich-deutschen Truppen abzuwehren, denn rechtzeitig trafen die eidgenössischen Truppen ein und schlugen den Gegner.
Darauf setzten noch im gleichen Jahr Reparatur- und Ausbauarbeiten ein, und während der folgenden 300 Jahre wurde das Schloss zu einer Festung ausgebaut. Die Dorneck ist eine der wenigen mittelalterlichen Burgen, in die erhebliche Finanzmittel investiert wurden, um sie der Kriegsführung mittels Artillerie anzupassen. Rund sechzig Solothurner Vögte residierten nacheinander auf Dorneck. Im Dreissigjährigen Krieg blieb die Festung dank starker Truppen und guter Bewaffnung unbehelligt. Beim Einfall der Franzosen 1798 wurde die Burg durch schweres Artilleriefeuer beschädigt und dann erobert. Im 19. Jahrhundert wurde die Anlage als Steinbruch benutzt. 1902 schenkten die Dornacher Bürger, in deren Besitz sich die Ruine befand, die Reste dem Kanton Solothurn, der sie dann bis 1906 säubern und konservieren liess. Seit 1970 kümmert sich die solothurnische Denkmalpflege um den Komplex.
Die Burgruine ist frei zugänglich und zeigt mit Bergfried, Palas und Turm aus dem 13. Jahrhundert, Zwinger, Flankenturm und Kapellenturm von 1500, ihrem grossen und kleinen Bollwerk, dem Pulverturm von 1543, der Ringmauer und verschiedenen Gebäuden noch heute ihre ehemalige mächtige Ausdehnung.

## Sperrstelle Dorneck
Dorneck (Armeebezeichnung Nr. 420) gilt aufgrund ihrer Befestigungskontinuität von der mittelalterlichen Burg über die neuzeitliche Festung im 16./17. Jahrhundert bis zur modernen Waffenstellung als Sperrstelle von nationaler Bedeutung. Nachbarsperren sind Dornach (Nr. 442), Dornachberg (Nr. 458) und Birseck (Nr. 434). Diese Sperrstellen gehörten zur Grenzbrigade 4, die im Herbst 1939 mit ihrem Bau begann. Die Sperren hatten die Aufgabe den Zugang zum Gempenplateau zu kontrollieren.

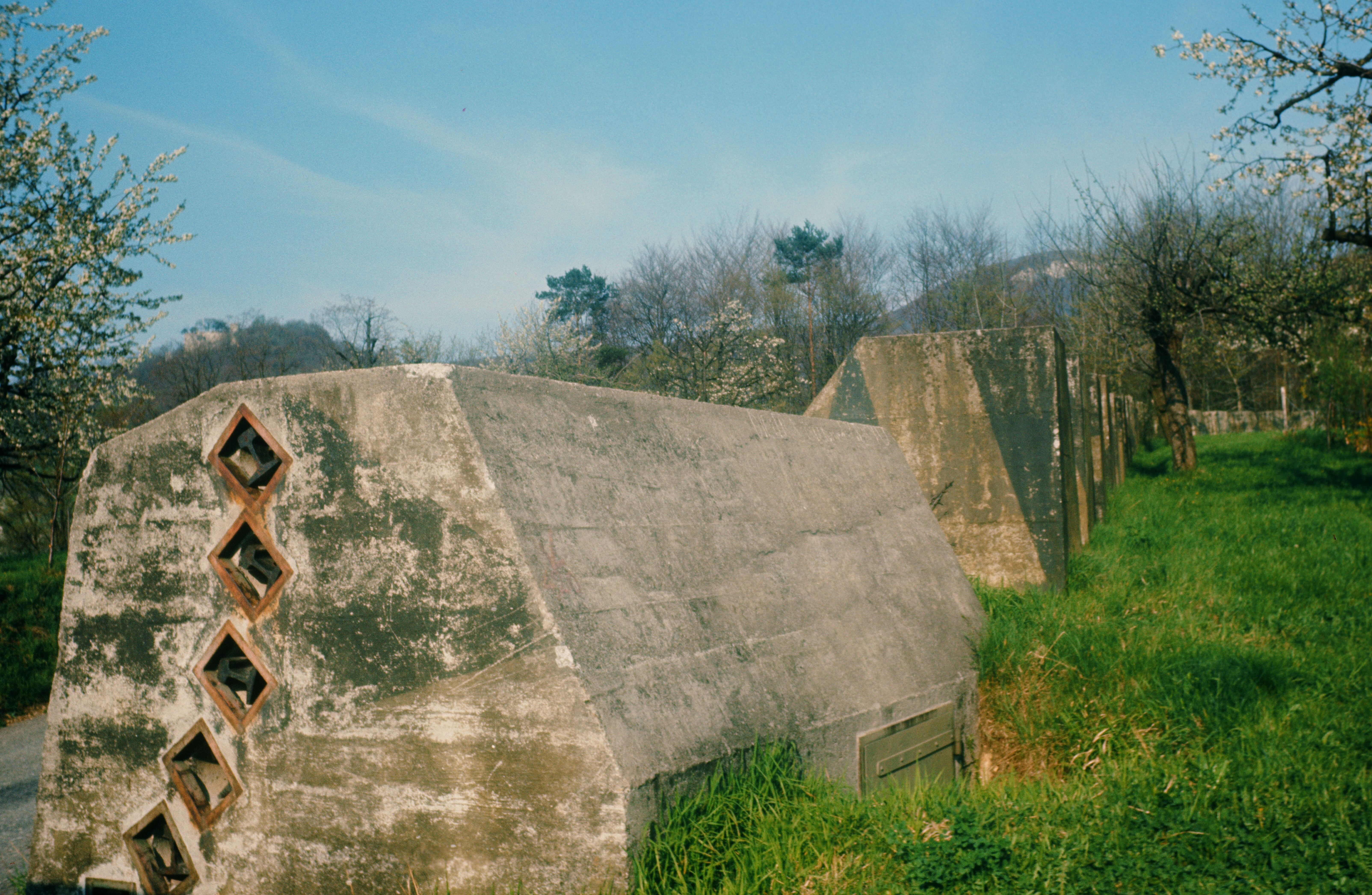
BBB-Panzersperre GPH Dorneck

- Infanteriebunker A 3460 ⊙
- Waffenstellung A 3461 ⊙
- Beobachter um Turm A 3462 ⊙
- Unterstand (Kaverne) A 3463 ⊙
- Unterstand (Kaverne) A 3464 ⊙
- Unterstand (Kaverne) A 3465 ⊙
- Waffenstellung Dornach-Schweidmech A 3466 ⊙
- Waffenstellung Dornach-Schweidmech A 3467 ⊙
- Waffenstellung Dornachberg A 3469	⊙
- FK-Schild Dornachberg A 3470 ⊙
- BBB-Hindernis GPH Dorneck ⊙ ⊙
- Sprengobjekt Dornach ⊙
- Strassenbarrikade Dornach Schweidmech	⊙
- Infanteriewerk Birseck A 3438: 2 Fest Mg 51/80 ⊙
- Infanteriebunker Birseck Axxx: Infanteriekanone ⊙
- Kavernen Rechsteiner Berg (vermutlich für Beobachter) ⊙
- Strassenbarrikade Ermitage ⊙